# 麥克·威廉姆森
麥克·威廉姆森（英語：Michael James "Mike" Williamson，1983年11月8日—）是英國的一位足球選手。在場上司職後衛。

## 外部連結
- Mike Williamson profile at the Newcastle United website
- 足球数据库：Mike Williamson的球员统计数据